# Sterrhoptilus
Sterrhoptilus là một chi chim trong họ Zosteropidae.